# Beate Schrott
Beate Schrott (née le 15 avril 1988 à Sankt Pölten) est une athlète autrichienne, spécialiste du 100 mètres haies.

## Biographie
En mars 2012, Beate Schrott atteint la finale des championnats du monde en salle d'Istanbul et termine 7e. Durant la saison estivale, elle termine à la 4e place des Championnats d'Europe d'Helsinki en 12 s 98 mais récupère la médaille de bronze, le 30 juin 2015, à la suite de la disqualification pour dopage de la Turque Nevin Yanit, initialement vainqueur de l'épreuve.
Au mois d'août suivant, l'Autrichienne réalise l'exploit d'entrer en finale des Jeux olympiques de Londres avec un temps de 12 s 83, et termine à la 8e place de la finale avec 13 s 07. Toujours en raison du dopage de Nevin Yanıt, elle est reclassée 7e de cette finale olympique.
En 2015, elle se fait une déchirure musculaire en demi-finale des championnats du monde de Pékin.
Après une année 2016 chaotique où elle s'entraînait aux Pays-Bas, Beate Schrott rejoint pour la saison suivante le groupe de Sven Rees, à Stuttgart. Elle désire poursuivre sa carrière sportive jusqu'aux Championnats d'Europe 2018 et se décidera alors si elle allongera jusqu'aux Jeux olympiques de 2020.
Le 18 février 2018, elle remporte la médaille d'argent aux championnats d'Autriche en salle en 8 s 13, se qualifiant ainsi pour les championnats du monde en salle de Birmingham.

## Vie privée
Beate Schrott vit à Vienne. Elle suit des études de médecine depuis 2006 et approche la thèse de diplôme, pour ensuite devenir médecin généraliste. Elle entretient une relation amoureuse avec l'Américain Christian Taylor, double champion olympique et quadruple champion du monde du triple saut. Ils se sont rencontrés en 2011 à l'occasion des championnats du monde de Daegu puis se sont rapprochés en 2015, lorsque celle-ci a rejoint le groupe de Taylor.

## Palmarès
| Date | Compétition                       | Lieu     | Résultat | Épreuve     | Temps   |
| ---- | --------------------------------- | -------- | -------- | ----------- | ------- |
| 2011 | Universiade                       | Shenzhen | 7e       | 100 m haies | 13 s 34 |
| 2012 | Championnats du monde en salle    | Istanbul | 7e       | 60 m haies  | 8 s 12  |
| 2012 | Championnats d'Europe             | Helsinki | 3e       | 100 m haies | 12 s 98 |
| 2012 | Jeux olympiques                   | Londres  | 7e       | 100 m haies | 13 s 07 |
| 2013 | Championnats d'Europe par équipes | Kaunas   | 3e       | 4 × 100 m   | 45 s 18 |
| 2015 | Jeux européens                    | Bakou    | 1re      | 100 m haies | 13 s 18 |

### National
- 8 titres au 100 m haies : 2009-2012, 2014, 2015, 2017, 2019
- 1 titre au 100 m : 2011
- 4 titres au 60 m haies en salle : 2011-2014

## Records
| Épreuve     | Épreuve   | Temps        | Lieu    | Date            |
| ----------- | --------- | ------------ | ------- | --------------- |
| 60 m haies  | En salle  | 7 s 96 (NR)  | Vienne  | 23 février 2013 |
| 100 m haies | Plein air | 12 s 82 (NR) | Lucerne | 17 juillet 2012 |